# Constituția RSS Moldovenești (1978)
Constituția Republicii Sovietice Socialiste Moldovenești din 1978 a fost aprobată în data de 15 aprilie, la Sesiunea a VIII-lea a Sovietului Suprem al RSS Moldovenești.

## Scurtă prezentare
Constituția reieșea din aceleași principii egale pentru toate constituțiile sovietice, renunțând la principii universal recunoscute în țările democrate, ca: pluralismul politic și separarea puterilor.
Constituția din 1978, totuși lărgea drepturile cetățenilor, adăugând la drepturile fixate în Constituția din 1941: dreptul la muncă, la învățătură, odihnă, asigurare socială, locuință, ș.a. Se declara egalitatea în fața legii a tuturorcetățenilor RSSM, egalitatea în drepturi indifirent de rasă, naționalitate, sex, limbă, religie, studii, ș.a.
Constituția era formată din: preambul, 10 secțiuni, 19 capitole și 172 de articole. 